# ER (serie de televisión)
ER [pronunciado /í-ar/], del inglés «Emergency Room» (Urgencias en España, ER, Emergencias en Argentina  para las emisiones en la cadena Telefe, y Sala de Urgencias en Hispanoamérica), es un drama médico estadounidense, creado por el novelista y médico Michael Crichton, emitido por la cadena NBC entre el 19 de septiembre de 1994 y el 2 de abril de 2009, con un total de 331 episodios repartidos en 15 temporadas. ER sigue la vida profesional y personal de los médicos y enfermeros de la sala de urgencias de un ficticio Hospital County General del condado de Cook, Chicago, Illinois. En inglés, ER son las iniciales de Emergency Room, lo cual se puede traducir al español como sala de urgencias.
La serie, producida por Constant c Productions y Amblin Entertainment, se convirtió en el drama médico en horario estelar de más larga duración en la historia de la televisión estadounidense. Puesto que mantuvo hasta que Grey's Anatomy estrenó la decimosexta temporada en 2019. Urgencias se hizo acreedora de 124 nominaciones a los Premios Emmy (la serie más nominada en la historia), de los cuales ganó 23, entre ellos el premio a la mejor serie dramática en 1996. En total, ER ganó 116 galardones, incluyendo el prestigioso Premio Peabody y cuatro Premios del Sindicato de Actores al mejor reparto de una serie dramática.
La serie se estrenó en los Estados Unidos en 1994 y posteriormente en otros países (en España debutó en 1996). En sus últimas temporadas, la serie no pasaba por su mejor momento, debido a la poca audiencia que la estaba siguiendo en los Estados Unidos, llegando solo al #30 de Series más vistas en EE. UU. Por ello se decidió que la decimoquinta temporada sería la última.
El último episodio de la serie fue emitido en los Estados Unidos el 2 de abril de 2009.

## Producción

### Origen
Michael Crichton, autor, director y productor, había estudiado medicina a finales de la década de 1960, ingresando como estudiante al Hospital General de Boston en 1969. Durante su cuarto año de estudios, en 1970, realiza un documental sobre cinco pacientes, añadiendo observaciones y experiencias de la sala de urgencias del hospital bostoniano. En 1974, ya médico, escribe el guion de una película sobre una sala de urgencias, que completó el mismo año, ofreciendo su guion en los años siguientes a varios estudios de televisión, siendo rechazado ya que se alegaba que necesitaba una gran cantidad de mejoras. El guion contaba con opiniones personales muy interesantes, pero era demasiado técnico, rápido, exigente y extraño para las productoras. Las demandas de cambios, como la simplificación de la terminología médica o el final de muchas historias, no funcionaron con Crichton, quien se resistió siempre a realizar cambios en su trabajo.

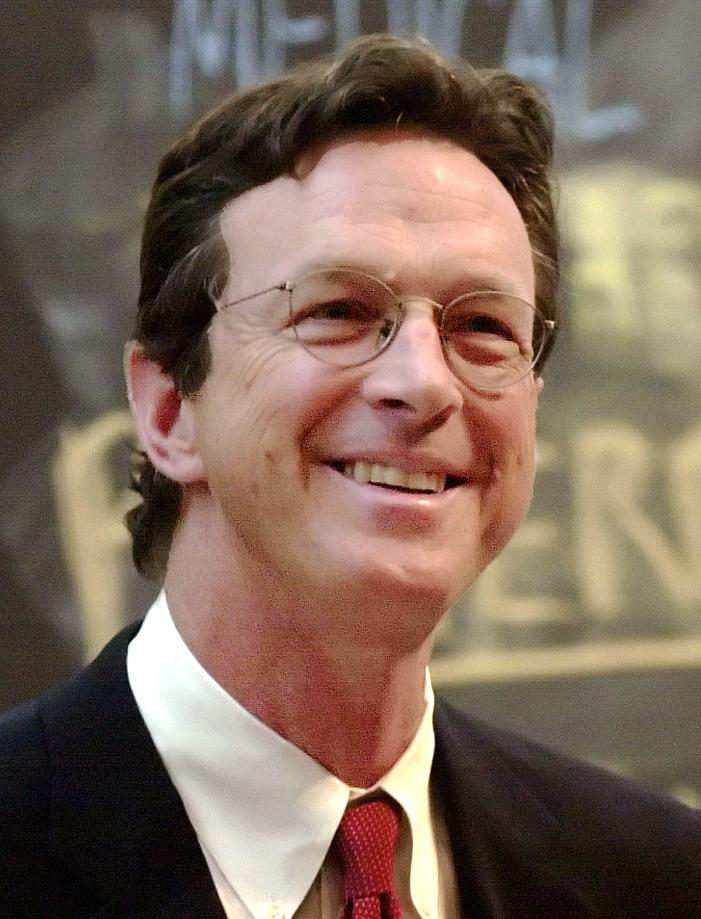
Michael Crichton.
Fotografía de 2002.

Con Crichton centrándose en otros temas, en 1990 publica la novela Parque Jurásico e inicia, en 1993, una colaboración con el director Steven Spielberg para la adaptación cinematográfica del libro. Ya en 1989, Spielberg había expresado su interés en el guion de ER y compró este con la intención de convertirlo en un largometraje. En octubre de 1993, pasados unos meses del estreno de la exitosa Jurassic Park, Crichton reflexionó junto a Spielberg sobre la posibilidad de convertir a ER en una serie de televisión, a condición de que las peculiaridades del guion se conservasen. Las únicas modificaciones sustanciales realizadas fueron que se añade un personaje femenino (Susan Lewis) y otro afrodescendiente (Peter Benton).
Debido a la falta de tiempo y dinero necesarios para construir un set, el episodio piloto de ER fue filmado en el ex-Hospital Linda Vista en Los Ángeles, que había dejado de operar en 1990.  Un set apropiado, y basado en el Linda Vista y en el Hospital County General de Los Ángeles, fue construido como la base del ficticio Hospital County General de Chicago, en los estudios de Warner Bros. en Burbank, California; incluyendo partes notables de la ciudad como su metro. Con Crichton y John Wells como productores ejecutivos, y el apoyo de Spielberg, lograron finalmente grabar un episodio piloto de dos horas.
Warren Littlefield, entonces director de NBC Entertainment en aquella época, quedó impresionado por la serie:

Estábamos intrigados, pero tenemos que admitir que estábamos un poco asustados con el intento de volver a entrar a ese territorio pocos años después de St. Elsewhere. (...) ER se estrenó enfrentando a Monday Night Football de la ABC y lo hizo sorprendentemente bien. Luego pasamos al jueves y despegó.
Warren Littlefield

En la primavera de 1994, NBC estrena el piloto 24 Hours. Las audiencias de los diferentes países en los que se emitió, reaccionaron favorablemente, sorprendiendo a la industria televisiva y a críticos por igual, especialmente a David E. Kelley, cuyo drama médico Chicago Hope, emitido por la CBS, se esperaba que aplastara a la serie de Crichton.

### Guiones y precisión médica
Todos los eventos médicos ocurridos estaban basados en casos reales, recogidos por asesores médicos a través de comunicaciones regulares con enfermeras y médicos de las salas de urgencia de todo el país, quienes relataban sus experiencias. Por otra parte, los guionistas visitaban durante largas horas las salas de urgencias locales, intentando formarse una idea de las experiencias profesionales y personales del personal médico, en especial de las enfermeras. La búsqueda de generar una esencia de realismo en la serie era planificada durante varias semanas por los equipos de producción, estableciéndose un acercamiento directo a conceptos médicos, en la que las acciones de los actores, sus accesorios e indumentaria, los pacientes, y la infraestructura y equipamiento médico del set estaban en perfecta consistencia con lo que se encontraría en una sala de urgencias real.
Para mantener este nivel de precisión médica, la jerga médica con la que Crichton había insistido durante el episodio piloto, fue mantenida durante el resto de la serie, al igual que el lenguaje corporal típico, buscando dar la impresión que se estaba en un hospital real. Para participar de las escenas en la sala de urgencias, doctores y enfermeras reales eran consultados para dar instrucciones precisas sobre la realización de procedimientos médicos.

## Argumento de la serie
La serie se desarrolla en el Hospital County General del condado de Cook, Chicago, Illinois. Sin embargo, el nombre ya existía: el Hospital John H. Stroger Jr. de Cook County, se ubicaba en el mismo espacio que el ficticio centro hospitalario de la serie, y el jefe de la sala de urgencias, Dr. Robert Simon, buscó demandar a la NBC por difamación, aunque se le expuso que no poseía poderes legales para ello. Durante varios episodios de la primera temporada, el nombre de Cook County General figuró en la ornamentación e infraestructura del set, aunque finalmente el nombre definitivo quedaría como County General hasta el final de la serie. Cada temporada se sitúa en el espacio de un año aproximadamente, desde julio a junio del año siguiente. La mayoría de los episodios se sitúan en un turno de día, entre mañana y tarde; aunque también incluye episodios desarrolladas en los turnos de noche.
A pesar de que los argumentos principales de la serie giraban en torno a la sala de urgencias y su personal, la presencia dentro del elenco principal de cirujanos, provocó también que parte importante de la trama también se desarrollara en los quirófanos del hospital. Como es de costumbre en los Estados Unidos, la sala de urgencias es interdisciplinaria, es decir, incluye a médicos de diversas disciplinas, entre los que se enumeran médicos de urgencias, cirujanos, pediatras, radiólogos y psiquiatras, entre otros. Además, debido a que se sitúa al County General como hospital universitario, cuenta con estudiantes de medicina que rotan por los distintos departamentos del hospital.
Dentro de la sala de urgencias, se expuso ampliamente el tratamiento de diversas enfermedades y lesiones, desde casos de gravedad como ataques al corazón, sobredosis y traumatismos penetrantes (como heridas por arma de fuego y heridas por arma blanca); a casos leves como embarazos (incluyendo abortos, embarazos no deseado y embarazos adolescentes) y partos, resfriado común, fractura, heridas e intoxicaciones alimentarias; y casos psiquiátricos como esquizofrenia, suicidios y trastorno por estrés postraumático. Los tratamientos médicos indagaban en el origen de los casos, incluyéndose tiroteos masivos, accidentes de tránsito, lesiones deportivas, violaciones, violencia doméstica y peleas entre pandillas, entre otros.

### Primera temporada
La sala de urgencias del Hospital County General de Chicago, dirigida por el experimentado Dr. David Morgenstern (William H. Macy), se enfrenta a un drama personal, luego que la jefa de enfermeras Carol Hathaway es traída en estado de sobredosis por un intento de suicidio, presumiblemente luego de su fallida relación con el casanova pediatra Doug Ross. Mientras Hathaway se recupera y vuelve a trabajar, Ross busca reiniciar su relación, lo que es impedido por el compromiso matrimonial de Hathaway con el ortopeda John «Tag» Taglieri (Rick Rossovich). En la misma temporada, el jefe de residentes Mark Greene se ve enfrentado a un dilema entre sí seguir su carrera como médico tratante en el hospital o apoyar a su esposa Jennifer (Christine Harnos) en su carrera de abogado, a la vez que comete un terrible error en el tratamiento de una embarazada enferma de eclampsia en el episodio ganador del Emmy al mejor guion Love's Labor Lost. Su mejor amiga, la médico residente Susan Lewis, intenta defender sus decisiones profesionales en los tratamientos de los pacientes, enfrentándose duramente al cardiólogo Jack Kayson (Sam Anderson); al mismo tiempo que debe vigilar y cuidar de su drogadicta hermana Chloe (Kathleen Wilhoite) y el imprevisto embarazo que contrae. Por otra parte, el cirujano residente Dr. Peter Benton intenta pulir sus habilidades quirúrgicas mientras intenta ayudar a su senil madre (Beah Richards) en sus últimos meses, a la vez que intenta enseñar al joven estudiante de medicina John Carter, que sin experiencia médica pero con mucha disposición, intenta aprender lo necesario para convertirse en médico.

### Segunda temporada
Greene se ha convertido en el nuevo médico tratante, y como primera medida contrata a la abrasiva Kerry Weaver como nueva jefa de residentes del departamento. Aunque inicialmente intenta balancear su vida profesional y personal, su esposa lo abandona posteriormente y se enfrenta a ella por el cuidado de su pequeña hija Rachel (Yvonne Zima). Por su parte, Lewis tiene un duro enfrentamiento con Weaver, que la ve como incompetente, a la vez que intenta conseguir la adopción de su sobrina, luego que su hermana la abandona impulsivamente. Ross mantiene su beca de pediatría luego de salvar de un ahogamiento seguro a un niño en el episodio Hell and High Water, y se enfrenta a su padre (James Farentino), quien intenta arreglar su relación luego de haberlo abandonado en su niñez. Hathaway, quien no concreta su matrimonio en la temporada anterior, comienza a salir con el paramédico Ray «Shep» Shepard (Ron Eldard), a la vez que se compra una casa y renuncia, durante el final de la temporada, luego de enfrentarse a un gran número de casos insalvables por resquicios legales y financieros. Benton comienza una relación con la terapeuta que ayudaba a su madre, Jeanie Boulet, con la cual termina su relación al encontrarse está casada. Se genera una relación abrasiva entre ambos, luego que Boulet comienza a trabajar como asistente médico en la sala de urgencias, a la vez que Benton debe enfrentar las inconsistencias en el trabajo del equipo quirúrgico en el que trabaja, a cargo del cirujano Carl Vucelich (Ron Rifkin). Sigue mentorizando a Carter, que ahora es subinterno del departamento de Cirugía, y quien inicia una relación con la estudiante de medicina Harper Tracy (Christine Elise), y que al final de la temporada se gradúa como médico.

### Tercera temporada
El cierre del Hospital Southside ha traído como consecuencia la llegada de más pacientes, la nueva residente Maggie Doyle (Jorja Fox) y el nuevo jefe de personal Donald Anspaugh (John Aylward), que intenta mejorar la eficiencia del departamento de medicina de urgencias. Lewis abandona el hospital y se muda a Phoenix, Arizona, para estar junto a su hermana y su sobrina; lo que deja a Greene devastado, luego que intenta declararle su amor momentos antes de partir. Este se muestra errático en el tratamiento de un joven negro que posteriormente muere, y es golpeado en el baño de hombres de la sala de urgencias, sin encontrar a los culpables. Ross abandona su vida de casanova luego de que una de las mujeres con las que sale muere de sobredosis y comienza una fuerte amistad con Hathaway, que debe enfrentar una huelga de enfermeras a la vez que piensa entrar a la escuela de medicina. Benton participa de una rotación por cirugía pediátrica junto a Carter, que tiene una breve relación con Abby Keaton (Glenne Headly), que es la jefa inmediata de ambos. Ambos se enfrentan al suicidio del joven interno Dennis Gant (Omar Epps), que sufre de depresión por estrés laboral; a la vez que Benton se enfrenta al embarazo de su antigua novia Carla (Lisa Nicole Carson), que tiene un hijo prematuro al final de la temporada. Boulet se entera de que ha contraído el VIH de su exesposo (Michael Beach), e inicia un tratamiento contra este, a la vez que intenta mantener su trabajo luego que el personal de la sala de urgencias se entera de ello, mientras Greene y Weaver crean un protocolo laboral para lidiar con ello.

### Cuarta temporada
El episodio en vivo Ambush inicia la temporada con el infarto al corazón que sufre el Dr. Morgenstern, lo que lleva a Weaver a asumir temporalmente la jefatura del departamento. Los cambios que ella busca se comienzan a notar luego de despedir a Boulet, quien acusa que la razón es por su VIH positivo. A pesar de que no es la razón, Boulet es vuelta a contratar, y ayuda a sobrellevar su enfermedad al joven Scott (Trevor Morgan), hijo del Dr. Anspaugh, quien sufre de un linfoma de células B. Greene sufre de estrés postraumático luego de su golpiza en la temporada anterior, por lo que se muestra abrasivo con el resto del personal y sus amigos, mientras tiene una breve relación con la recepcionista Cynthia Hooper (Mariska Hargitay). Carter es trasladado por petición propia a la sala de urgencias para especializarse, y se hace buen amigo de la nueva pediatra Anna del Amico. Ross y Hathaway reinician su relación, mientras ambos lidian con problemas profesionales: Ross busca convertirse en el nuevo médico pediatra tratante, a pesar de las contrariedades de Weaver por el cargo y el arriesgar su trabajo tratando a un bebé nacido con adicción a la heroína; mientras Hathaway busca financiamiento para su nueva clínica para los más desposeídos, encontrando dinero con la abuela de Carter (Frances Sternhagen). Benton se enfrenta a los inicios de su nueva vida como padre mientras inicia una relación con la inglesa Elizabeth Corday, quien se encuentra realizando una beca en cirugía traumatológica en el County.

### Quinta temporada
La temporada, que celebra su episodio número 100, comienza con la llegada de la nueva estudiante de medicina Lucy Knight, que es asignada a Carter para que la mentorice. Él se encuentra viviendo sin el apoyo de su millonaria familia, por lo que debe trabajar de forma extraordinaria en un hospedaje universitario y, luego que gracias a Lucy pierde este trabajo, debe buscar alojamiento en la casa de Weaver. Por otra parte, la sala de urgencias pierde totalmente su dirección durante la temporada: Weaver es descartada para acceder de forma titular al puesto, y es contratada como nueva jefa la Dra. Amanda Lee (Mare Winningham), quien resulta ser un fraude, quedando como jefe interino el cirujano Robert Romano. Benton busca ayuda para su hijo, que es diagnosticado con un grado de sordomudez, a la vez que termina su relación con Corday, quien ahora es interna del departamento de Cirugía, ya que busca mantener su licencia de médico y seguir trabajando en el County, a costa de estar nuevamente al mismo nivel de los cirujanos más inexpertos. Boulet sufre una nueva complicación de salud. Ross es nombrado como nuevo médico tratante pediatra del departamento, y su relación con Hathaway progresa; sin embargo, todo sufre un revés luego que Ross ayuda a darle eutanasia a un niño con una enfermedad terminal y abandona el hospital. Hathaway se da cuenta de que está embarazada de él, y busca infructuosamente que vuelva a Chicago. Greene, por otra parte, comparte un beso con Corday y se encuentra trabajando con los paramédicos por algunas semanas.

### Sexta temporada
Hathaway se encuentra embarazada de gemelas y da a luz en el Día de Acción de Gracias, acompañada por Greene, mientras comienza a deprimirse por la soledad que le provoca estar criando sola a sus gemelas. Finalmente abandona el hospital y se reúne con Ross en Seattle. La dirección de la sala de urgencias finalmente recae en Weaver, luego que Romano accediera al puesto de Jefe de personal, y contrata a su antiguo mentor Gabriel Lawrence (Alan Alda) para que trabaje en el departamento, aunque renuncia poco después debido a que comienza a presentar síntomas de la enfermedad de Alzheimer. Él espera a su hijo que lo pase recogiendo en el hospital porque renunció al diálogo con el doctor Greene diciéndole que en diez años él perderá toda su memoria que su trabajo demandó tanto que se alejó de su hijo. Su hijo nunca llega a verlo él sale con su caja de su casillero solo y se va del hospital lo que significa que tremenda eminencia médica queda solo pero tenía vergüenza hacerle saber a sus estudiantes ya ahora todos profesionales de alto nivel en urgencia. Greene inicia una relación con Corday, a la vez que debe cuidar de su enfermo padre (John Cullum). Corday es nombrada como la nueva Jefa adjunta del Departamento de Cirugía. Boulet se casa con el policía Reggie Moore (Cress Williams) y adopta a un pequeño niño con VIH, luego de lo cual abandona el hospital. Lucy y Carter se enfrentan a un trágico evento: ambos son apuñalados por un esquizofrénico (David Krumholtz), que trae como consecuencia la muerte de Lucy y la drogodependencia de Carter, quien es ingresado a un centro de tratamiento. Benton obtiene una beca de cirugía traumatológica, a la vez que lucha por la custodia de su hijo, luego que su madre intenta llevárselo a Alemania junto a su nuevo novio Roger (Victor Williams). La temporada también vio la llegada de nuevos personajes: el médico tratante croata Luka Kovač, la pediatra Cleo Finch, los residentes Dave Malucci y Jing-Mei Chen, y la estudiante de medicina Abby Lockhart.

### Séptima temporada
Carter vuelve a trabajar luego recuperarse de su farmacodependencia, quedando bajo responsabilidades limitadas; a la vez que se hace amigo de Abby, que debe abandonar la escuela de medicina, luego que su exesposo no accede a pagarle su carrera, y comienza a trabajar como enfermera en la sala de urgencias. Debe lidiar con su bipolar madre (Sally Field), quien la visita sorpresivamente en Chicago; así como con la relación que inicia con Kovač, que se siente celoso de la amistad de ella y Carter. Kovač se reconcilia con el trágico pasado con el que carga, luego que su familia muriera durante la Guerra de Croacia, gracias a las palabras del moribundo Obispo Stewart (James Cromwell). Greene y Corday se casan y tienen una hija, mientras ambos lidian con problemas propios: Greene se enfrenta a una crisis de salud, luego que se le descubriera un glioblastoma en el cerebro, y del que logra ser operado satisfactoriamente; mientras Corday es demandada por mala praxis. Weaver se reconoce como lesbiana luego de iniciar una corta relación con la psiquiatra Kim Legaspi (Elizabeth Mitchell). Benton, quien se encuentra en una relación con Finch, es despedido por Romano, y luego vuelto a contratar sin ningún beneficio. Más tarde, es apuntado como Director de Diversidad, y debe enfrentar la muerte de su sobrino a manos de una pandilla. Chen se encuentra embarazada y decide dar en adopción a su hijo. La temporada marca la llegada del episodio número 150, donde el masivo descarrilamiento de un ferrocarril provoca la llegada de decenas de heridos al County.

### Octava temporada
La octava temporada se ve marcada por la salida de dos de sus personajes originales. Benton decide abandonar el hospital luego que la madre de su hijo muere y debe batallar la custodia de este contra Roger (Vondie Curtis-Hall), comenzando a trabajar en el hospital donde Finch también se ha retirado. Por su parte, Greene afrontar problemas junto a Corday luego que su hija Ella sufre una sobredosis de éxtasis, luego que Rachel (Hallee Hirsh) dejara al alcance de ella un par de pastillas. Corday debe afrontar la muerte de varios de sus pacientes, luego que un anestesiólogo (David Brisbin) les diera eutanasia; y más tarde, la reaparición del tumor de Greene, quien decide no tratarse y morir pacíficamente en Hawái en el episodio On the Beach. Malucci y Chen matan por accidente a un paciente, llevando al despido de Malucci y la renuncia de Chen; mientras Carter asume como nuevo jefe de residentes, y se comienza a acercar a Abby, quien ha terminado su relación con Kovač. Lewis vuelve al hospital, reanudando sus antiguas amistades, y participando de un episodio crossover con Third Watch, mientras busca a su desaparecida hermana; Weaver sale del clóset luego de besar e iniciar una relación con la bombero Sandy López (Lisa Vidal); y el nuevo estudiante de medicina, el soldado Michael Gallant y el interno Greg Pratt son recibidos en la sala de urgencias. Carter toma el liderazgo dejado por Greene, y su rol queda patente luego que ingresan dos niños con viruela a la sala de urgencias, por lo que debe ser puesta en cuarentena.

### Novena temporada
La cuarentena deja a Carter, Abby, Pratt y Chen encerrados en la sala de urgencias; mientras todo el hospital es evacuado. Mientras ello se realiza, Romano sufre un accidente cuando su brazo es cercenado por la hélice de un helicóptero, y es evidente que ya no puede continuar trabajando como cirujano. Su frialdad y actitud empeoran, lo que lleva a Anspaugh a degradarlo a jefe de la Sala de urgencias; mientras Weaver es ascendida a Jefa de personal y es elogiada por lograr reunir nuevos fondos para el hospital. Carter inicia una relación con Abby, la cual se ve interrumpida por la aparición del hermano bipolar de ella (Tom Everett Scott) y la falta de intenciones de comprometerse de Abby, además del estrés laboral que Carter comienza a sufrir. Kovač comienza a refugiarse en el sexo para enfrentar sus problemas, llevándolo casi al despido. Tanto él como Carter abandonan el hospital temporalmente para viajar a Kisangani, República Democrática del Congo, intentando superar los problemas personal que ambos poseen. Abby es nombrada jefa de enfermeras. Lewis se casa impulsivamente con el enfermero Chuck Martin (Donal Logue) y tiene una pequeña amistad con un joven paciente enfermo de cáncer (Patrick Fugit). Corday retorna a Londres, y luego de evidenciar que no puede reencajar en su país natal, vuelve al County, donde logra enfrentar la muerte de Greene, luego de ayudar a un padre que ve morir a la mitad de su familia. Pratt se muestra impulsivo y cerrado a la hora de realizar sus tratamientos, chocando con Gallant, que es más reflexivo que él. Chen comienza una relación con Pratt.

### Décima temporada
Renovaciones de infraestructura afectan a la sala de urgencias luego del retorno de Carter de África. Al volver se entera de la supuesta muerte de Kovač, por lo que decide volver a buscar el cuerpo de este, encontrándole sorpresivamente vivo, pero enfermo de malaria, por lo que lo envía de vuelva a Estados Unidos. A su vez, Carter decide quedarse en África, donde conoce a Makemba «Kem» Likasu (Thandie Newton), una francesa que trabaja allí, con la que inicia una relación, y vuelven juntos a Chicago. Queda embarazada de él, pero más tarde ella da a luz a un mortinato. Kovač inicia una relación con Sam Taggart, una nueva enfermera que comienza a vivir en Chicago junto a su hijo Alex (Oliver Davis), a la vez que intenta escapar de la presencia abusiva de su exesposo (Cole Hauser). Abby retorna a la escuela de medicina, acompañada por la nueva estudiante Neela Rasgotra, quien se muestra insegura y errática en sus tratamientos. Weaver tiene a un hijo junto a su pareja Sandy, quien poco después muere en un incendio. La familia de Sandy busca mantener la adopción de este y quitarle la custodia a Weaver. Corday intenta avanzar en su vida personal y es apuntada como nueva Jefa del Departamento de Cirugía. Romano muere en un catastrófico accidente, luego que un helicóptero lo aplaste. Lewis queda embarazada y Chen se ve afectada por la pérdida de su madre y la demencia senil de su padre. Poco después sufre un accidente automovilístico junto a Pratt. Gallant intenta proteger a Neela de un error provocado por ella, a la vez que se retira del hospital para participar de la Guerra de Irak.

### Undécima temporada
Carter se queda solo en Chicago luego que, tras la muerte de su hijo, Kem decide volver a África. Con los fondos de su familia, comienza a construir el Joshua Carter Center (en honor a su hijo), y el County le otorga un puesto de permanencia dentro del personal del hospital, aunque posteriormente renuncia y abandona el país para reunirse con Kem en África. Abby, Neela y Ray Barnett inician su año de internado en la sala de urgencias, enfrentándose a numerosos casos; mientras Kovač ve deteriorarse su relación con Sam. Corday renuncia luego de realizar un trasplante de órganos ilegal y vuelve a Londres, siendo reemplazada por Lucien Dubenko (Leland Orser) y poco después Chen le provoca la eutanasia a su moribundo padre, y viaja a China a enterrarlo junto a su madre. Lewis se hace cargo de la jefatura de la sala de urgencias y lucha por un puesto de permanencia, sin conseguirlo. Más tarde designa a Archie Morris como nuevo jefe de residentes. Pratt intenta establecer contacto con su padre (Danny Glover) y Weaver conoce a su madre biológica, a la vez que logra mantener la custodia de su hijo Henry.

### Duodécima temporada
Luego que Lewis abandona el hospital tras conseguir un puesto de permanencia en Iowa City, Weaver debe dirimir entre Kovač y el nuevo tratante Víctor Clemente (John Leguizamo) sobre quien debe dirigir la sala de urgencias, quedando Kovač como nuevo jefe. Kovač y Abby reinician su relación, y ella queda embarazada de él. Pratt conoce a parte de su familia y viaja a África a ayudar a Carter. Gallant vuelve y se casa con Neela, quien decide cambiar su especialidad a cirugía. Poco después, Gallant muere en Irak. Weaver es operada de su cojera y deja su bastón. Sam queda en entredicho luego de tener que despedir a su amiga enfermera Haleh Adams, por decisión de la nueva jefa de enfermeras Eve Peyton (Kristen Johnston). En el final de temporada, hay un tiroteo en la sala de urgencias, quedando heridos Kovač, Abby, que estaba embarazada) y el recepcionista Jerry Markovic, a la vez que raptan a Sam y a su hijo.

### Decimotercera temporada
Mientras Kovač y Jerry se recuperan favorablemente, Abby debe dar a luz prematuramente y sufre una histerectomía. Más tarde, la pareja vuelve a sufrir problemas cuando un paciente enojado (Forest Whitaker) intenta asesinar a Kovač. Sam, luego de asesinar a su exesposo, logra salvar su vida y la de su hijo. Neela comienza a ajustarse a su nueva vida en cirugía, mientras inicia una relación con el ex-paramédico Tony Gates, que ahora es el nuevo interno de la sala de urgencias; lo que genera la antipatía de Ray, quien tiene sentimientos por ella. Weaver es degrada a médico tratante, luego de que la junta de administración del hospital genera dudas sobre la contratación de Clemente. Más tarde, por recortes presupuestarios, es despedida por Kovač, y aunque intenta luchar por su trabajo, finalmente renuncia y se muda a Florida. Al final de la temporada, la sala de urgencias es cerrada y el personal es repartido en otras departamentos del hospital, lo que es aprovechado por Kovač para casarse sorpresivamente con Abby, justo antes que Luka retorne a Croacia a visitar a su enfermo padre. Ray sufre un accidente que le provoca la amputación de sus piernas, luego de una pelea con Gates. La sala de urgencias es reabierta con Kevin Moretti (Stanley Tucci) como nuevo jefe, quien se muestra abrasivo con todo el personal.

### Decimocuarta temporada
Abby comienza a sufrir problemas luego de estar varias semanas sin Kovač. Este viajó a Croacia para atender a su padre enfermo. Su estadía se prolonga. Y esto desestabiliza a Abby. Cuando su hijo sufre un accidente importante, Abby termina calmando su estrés con una botella de vino. Recae en un alcoholosmo que consideraba superado poniendo en riesgo su vida, la de sus pacientes y pequeño hijo, y en un desliz termina acostándose con Moretti. Luego de esto, Kovac vuelve a Chicago y la tensión entre ambos aumenta. Abby decide pedir ayuda y se interna en una clínica de Rehabilitación mientras su marido e hijo viajan a Crocia para asistir al funeral del padre de Luca. A su regreso, nada parece estar bien. La pareja tiene acercamientos y tensiones. Kovac decide dejar el hospital. Abby intenta enmendar su error con Kovač, y deciden juntos abandonar Chicago. Por su parte, Moretti se ve colapsado por la vida de la sala de urgencias y renuncia impulsivamente, para atender las necesidades de salud mental de su hijo, siendo reemplazado por Skye Wexler (Kari Matchett), a pesar de que Pratt intenta infructuosamente quedarse con el puesto. Sam y Gates inician una relación. Boulet realiza una aparición especial, cuando su hijo llega por una herida al hospital. En el final de la temporada, una ambulancia con un testigo protegido (Steve Buscemi) explota, dejando en la incógnita los personajes que podrían estar en ella.

### Decimoquinta temporada
La temporada final de la serie comienza develando que la ambulancia llevaba a Pratt dentro, quien muere producto de sus heridas. Abby abandona el hospital junto a Kovač y marchan a Boston. La nueva jefa de la sala de urgencias, Catherine Banfield, se muestra muy abrasiva, ya que esconde un secreto: su hijo murió en el County, mientras Greene intentaba salvarlo siete años antes. Junto a su esposo (Courtney B. Vance) intentan adoptar un hijo. Neela tiene una sorpresiva relación con el nuevo tratante Simon Brenner, aunque más tarde renuncia y se va a vivir a Baton Rouge junto a Ray, que ahora trabaja en una clínica de recuperación. Morris inicia una relación con una oficial de policía (Justina Machado) y el hijo de Sam (Dominic Janes) sufre un accidente, lo que termina su relación con Gates momentáneamente. Carter vuelve sorpresivamente pidiendo trabajo en el County, intentando esconder que necesita un urgente trasplante de riñón. Greene, Ross, Lewis, Hathaway, Benton, Weaver, Corday y Romano realizan apariciones especiales.

## Personajes
El reparto original estaba constituido por Anthony Edwards como el Dr. Mark Greene, George Clooney como el Dr. Doug Ross, Sherry Stringfield como Dra. Susan Lewis, Noah Wyle como el estudiante de medicina John Carter, y Eriq La Salle como el Dr. Peter Benton. Luego del piloto, se realizó la primera adición al elenco principal: el personaje de Julianna Margulies, la enfermera Carol Hathaway, que intenta infructuosamente suicidarse en el primer episodio, es agregado como miembro regular.
|                                   |
| Anthony Edwards (Dr. Mark Greene) |

|                                |
| George Clooney (Dr. Doug Ross) |

|                         |
| Noah Wyle (John Carter) |

|                                               |
| Julianna Margulies (Enfermera Carol Hathaway) |

|                                  |
| Eriq La Salle (Dr. Peter Benton) |

- Principal
- Invitado
- Secundario
- Invitado especial
- No aparece

| Actor              | Personaje                      | Doblaje español                                                                           | Temporadas | Temporadas | Temporadas | Temporadas | Temporadas | Temporadas | Temporadas | Temporadas | Temporadas | Temporadas | Temporadas | Temporadas | Temporadas | Temporadas | Temporadas |
| Actor              | Personaje                      | Doblaje español                                                                           | 01         | 02         | 03         | 04         | 05         | 06         | 07         | 08         | 09         | 10         | 11         | 12         | 13         | 14         | 15         |
| ------------------ | ------------------------------ | ----------------------------------------------------------------------------------------- | ---------- | ---------- | ---------- | ---------- | ---------- | ---------- | ---------- | ---------- | ---------- | ---------- | ---------- | ---------- | ---------- | ---------- | ---------- |
| Anthony Edwards    | Dr. Mark Greene                | Eduardo Jover                                                                             |            |            |            |            |            |            |            |            |            |            |            |            |            |            |            |
| George Clooney     | Dr. Douglas Doug Ross          | Luis Porcar                                                                               |            |            |            |            |            |            |            |            |            |            |            |            |            |            |            |
| Sherry Stringfield | Dra. Susan Lewis               | Gloria Cámara                                                                             |            |            |            |            |            |            |            |            |            |            |            |            |            |            |            |
| Noah Wyle          | Dr. John Carter                | Guillermo Romero                                                                          |            |            |            |            |            |            |            |            |            |            |            |            |            |            |            |
| Eriq La Salle      | Dr. Peter Benton               | Juan Antonio Gálvez                                                                       |            |            |            |            |            |            |            |            |            |            |            |            |            |            |            |
| Julianna Margulies | Enfermera Carol Hathaway       | Victoria Angulo (1.ª-5.ª; 15.ª temporada) María Antonia Rodríguez (6.ª temporada)         |            |            |            |            |            |            |            |            |            |            |            |            |            |            |            |
| Gloria Reuben      | Asociada Médico Jeanie Boulet  | Pepa Castro (1.ª-5.ª temporada) Luisa Ezquerra (6.ª temporada) Olga Cano (14.ª temporada) |            |            |            |            |            |            |            |            |            |            |            |            |            |            |            |
| Laura Innes        | Dra. Kerry Weaver              | Pilar Santigosa (2.ª-3.ª temporada) Mari Luz Olier (4.ª-15.ª temporada)                   |            |            |            |            |            |            |            |            |            |            |            |            |            |            |            |
| Maria Bello        | Dra. Anna Del Amico            | Ana Ángeles García                                                                        |            |            |            |            |            |            |            |            |            |            |            |            |            |            |            |
| Alex Kingston      | Dra. Elizabeth Corday          | Isabel Donate (4.ª-6.ª temporada - 3 ep.) Lucía Esteban (6.ª-15.ª temporada)              |            |            |            |            |            |            |            |            |            |            |            |            |            |            |            |
| Kellie Martin      | Lucy Knight                    | Mar Bordallo                                                                              |            |            |            |            |            |            |            |            |            |            |            |            |            |            |            |
| Paul McCrane       | Dr. Robert Romano              | Lorenzo Beteta                                                                            |            |            |            |            |            |            |            |            |            |            |            |            |            |            |            |
| Goran Višnjić      | Dr. Luka Kovač                 | Roberto Encinas                                                                           |            |            |            |            |            |            |            |            |            |            |            |            |            |            |            |
| Michael Michele    | Dra. Cleo Finch                | María Jesús Nieto (6.ª temporada) Laura Palacios (7.ª-8.ª temporada)                      |            |            |            |            |            |            |            |            |            |            |            |            |            |            |            |
| Erik Palladino     | Dr. Dave Malucci               | Pablo Sevilla                                                                             |            |            |            |            |            |            |            |            |            |            |            |            |            |            |            |
| Ming-Na            | Dra. Jing-Mei Deb Chen         | Eva Díez (1.ª temporada) Isabel Fernández Avanthay (6.ª-10.ª temporada)                   |            |            |            |            |            |            |            |            |            |            |            |            |            |            |            |
| Maura Tierney      | Dra. Abigail Abby Lockhart     | Yolanda Pérez Segoviano                                                                   |            |            |            |            |            |            |            |            |            |            |            |            |            |            |            |
| Sharif Atkins      | Dr. Michael Gallant            | Rafa Romero                                                                               |            |            |            |            |            |            |            |            |            |            |            |            |            |            |            |
| Mekhi Phifer       | Dr. Gregory Greg Pratt         | Pablo del Hoyo                                                                            |            |            |            |            |            |            |            |            |            |            |            |            |            |            |            |
| Parminder Nagra    | Dra. Neela Rasgotra            | Gloria Núñez                                                                              |            |            |            |            |            |            |            |            |            |            |            |            |            |            |            |
| Linda Cardellini   | Enfermera Samantha Sam Taggart | Conchi López                                                                              |            |            |            |            |            |            |            |            |            |            |            |            |            |            |            |
| Shane West         | Dr. Ray Barnett                | Juan Logar Jr.                                                                            |            |            |            |            |            |            |            |            |            |            |            |            |            |            |            |
| Scott Grimes       | Dr. Archie Morris              | Roberto Cuenca Rodríguez Jr.                                                              |            |            |            |            |            |            |            |            |            |            |            |            |            |            |            |
| John Stamos        | Dr. Anthony Tony Gates         | Eduardo Bosch                                                                             |            |            |            |            |            |            |            |            |            |            |            |            |            |            |            |
| David Lyons        | Dr. Simon Brenner              | Pablo Sevilla                                                                             |            |            |            |            |            |            |            |            |            |            |            |            |            |            |            |
| Angela Bassett     | Dra. Catherine Banfield        | Licia Alonso                                                                              |            |            |            |            |            |            |            |            |            |            |            |            |            |            |            |

### Cameos
Los siguientes actores haciendo de su mismo personaje hacen un cameo en la última temporada:
- George Clooney (Dr. Doug Ross)
- Anthony Edwards (Dr. Greene)
- Laura Innes (Dr. Weaver)
- Noah Wyle (Dr. Carter)
- Julianna Margulies (Enfermera Carol Hathaway)
- Sherry Stringfield (Dra. Susan Lewis)
- Eriq La Salle (Dr. Peter Benton)
- Paul McCrane (Dr. Romano)
- Shane West (Dr. Ray Barnett)
- Alex Kingston (Dra. Elizabeth Corday)

## Episodios
| Temporada | Temporada | Episodios | Episodios | Emisión original         | Emisión original   |
| Temporada | Temporada | Episodios | Episodios | Primera emisión          | Última emisión     |
| --------- | --------- | --------- | --------- | ------------------------ | ------------------ |
|           | 1         | 25        | 25        | 19 de septiembre de 1994 | 18 de mayo de 1995 |
|           | 2         | 22        | 22        | 21 de septiembre de 1995 | 19 de mayo de 1996 |
|           | 3         | 22        | 22        | 26 de septiembre de 1996 | 15 de mayo de 1997 |
|           | 4         | 22        | 22        | 25 de septiembre de 1997 | 14 de mayo de 1998 |
|           | 5         | 22        | 22        | 24 de septiembre de 1998 | 20 de mayo de 1999 |
|           | 6         | 22        | 22        | 30 de septiembre de 1999 | 18 de mayo de 2000 |
|           | 7         | 22        | 22        | 12 de octubre de 2000    | 17 de mayo de 2001 |
|           | 8         | 22        | 22        | 27 de septiembre de 2001 | 16 de mayo de 2002 |
|           | 9         | 22        | 22        | 26 de septiembre de 2002 | 15 de mayo de 2003 |
|           | 10        | 22        | 22        | 25 de septiembre de 2003 | 13 de mayo de 2004 |
|           | 11        | 22        | 22        | 23 de septiembre de 2004 | 19 de mayo de 2005 |
|           | 12        | 22        | 22        | 22 de septiembre de 2005 | 18 de mayo de 2006 |
|           | 13        | 23        | 23        | 21 de septiembre de 2006 | 17 de mayo de 2007 |
|           | 14        | 19        | 19        | 27 de septiembre de 2007 | 15 de mayo de 2008 |
|           | 15        | 22        | 22        | 25 de septiembre de 2008 | 2 de abril de 2009 |

## Recepción

### Audiencia
| Temporadas | Estreno de temporada     | Fin de temporada   | Año transmitido | Ranking Audiencia (#). | Audiencia (en millones). |
| ---------- | ------------------------ | ------------------ | --------------- | ---------------------- | ------------------------ |
| 1.ª        | 19 de septiembre de 1994 | 18 de mayo de 1995 | 1994-1995       | 2                      | 30.1                     |
| 2.ª        | 21 de septiembre de 1995 | 16 de mayo de 1996 | 1995-1996       | 1                      | 35.7                     |
| 3.ª        | 26 de septiembre de 1996 | 15 de mayo de 1997 | 1996-1997       | 1                      | 33.9                     |
| 4.ª        | 25 de septiembre de 1997 | 14 de mayo de 1998 | 1997-1998       | 2                      | 33.3                     |
| 5.ª        | 24 de septiembre de 1998 | 20 de mayo de 1999 | 1998-1999       | 1                      | 25.4                     |
| 6.ª        | 30 de septiembre de 1999 | 18 de mayo de 2000 | 1999-2000       | 4                      | 25.0                     |
| 7.ª        | 12 de octubre de 2000    | 17 de mayo de 2001 | 2000-2001       | 2                      | 22.4                     |
| 8.ª        | 27 de septiembre de 2001 | 16 de mayo de 2002 | 2001-2002       | 3                      | 22.1                     |
| 9.ª        | 26 de septiembre de 2002 | 15 de mayo de 2003 | 2002-2003       | 4                      | 20.0                     |
| 10.ª       | 25 de septiembre de 2003 | 13 de mayo de 2004 | 2003-2004       | 8                      | 19.5                     |
| 11.ª       | 23 de septiembre de 2004 | 19 de mayo de 2005 | 2004-2005       | 16                     | 15.5                     |
| 12.ª       | 22 de septiembre de 2005 | 18 de mayo de 2006 | 2005-2006       | 30                     | 12.3                     |
| 13.ª       | 21 de septiembre de 2006 | 17 de mayo de 2007 | 2006-2007       | 40                     | 11.5                     |
| 14.ª       | 20 de septiembre de 2007 | 15 de mayo de 2008 | 2007-2008       | 54                     | 9.3                      |
| 15.ª       | 25 de septiembre de 2008 | 2 de abril de 2009 | 2008-2009       | 37                     | 10.3                     |

### Críticas
En su primera temporada, ER tuvo una recepción generalmente favorable por parte de la crítica especializada. Con base en 21 evaluaciones profesionales, alcanzó una puntuación del 79% en  Metacritic. La revista de cine Cinema opina que la película piloto de la serie ER indujo «en 1994 una era nueva en la medicina televisiva». La guía de TV Guide le atestigua igual carácter revolucionario a esta serie, ya que ER, como cautivante drama medicinal, definió de una nueva manera el género para los años noventa y para el siglo XXI. El periódico Die Zeit escribió en un artículo de mayo de 2007 que ER «ha colocado altos parámetros en cuanto a velocidad y a conducción de cámara», y en un artículo de mayo de 2000: «“Emergency Room” ha quebrado con todas las reglas de la serie, alejándose de la probada dramaturgia de la trama A + B, para pasar directamente a tejer una docena de subtramas de manera artística, a pesar de emplear montajes veloces». En la lista de las 50 series televisivas más entretenidas e influyentes de la cultura pop estadounidense publicada en 2002 por la guía de "TV Guide", ER figura en el puesto n.º 22. La revista británica Empire coloca a ER en el puesto n.º 29 de su lista de las 50 mejores series televisivas.

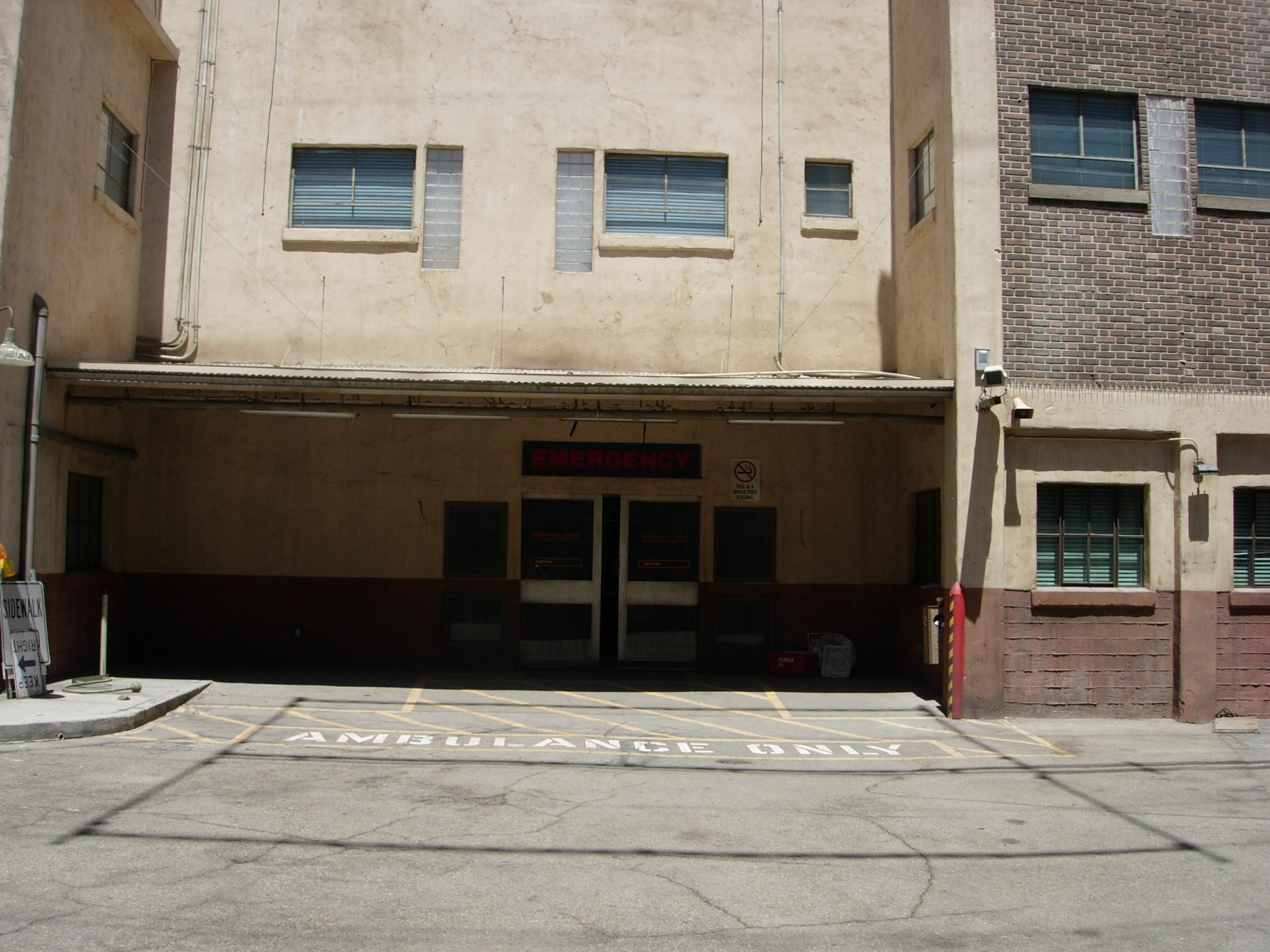
Entrada principal a la sala de urgencias del Hospital County General.
Set de ER en los estudios de Warner Bros. en Burbank, California. Fotografía de 2007.

Un artículo aparecido en 2003 en el boletín médico alemán se ocupa de la imagen de los doctores en las series de médicos y hospitales, de cómo los médicos están idealizados y lleno de estereotipos. En contraposición a ese "mundo televisivo desvirtuado", dice la autora, los doctores de ER son mostrados en forma realista. Ellos cometen errores y tienen debilidades humanas. Asimismo los cuadros de enfermedades y pacientes son creíbles. El autor de un artículo en Die Zeit dice: «Los médicos no son héroes, ellos dudan de su profesión y de sí mismos, fallan en las operaciones y en su casa, son personas que se esfuerzan y a menudo fallan».
Susanne Schwarzer opina que producciones televisivas como ER muestran doctores abrumados como "doctores demócratas" en un sistema de salud tambaleante. El doctor se muestra deprimido por circunstancias laborales escandalosas, sistemas sociales erosionantes y totalmente sobrecargado. Según el Dr. Zischler del Sanatorio Markus de Fráncfort del Meno, ER se destaca por una excelente investigación médica y servicios de consultoría profesionales. También otros artículos del boletín médico alemán ve el éxito de la serie en que está mejor preparada desde el punto de vista médico, y mejor desarrollada que su competencia.
También un artículo del periódico semanal Freitag aparecido en junio de 2006 toca la imagen de los médicos que difunde la televisión, el cual es demasiado positivo y por lo tanto poco real. La ilusión del hospital nunca fue tan verdadera. Aquí el aire está apestado de jerigonza y las dosis concuerdan. Desde un dedo que se ha torcido hasta un tórax abierto se puede ver todo. Incluso en los roles de extras hay personal médico de verdad para asegurar que el médico falso tome la pinza correcta. El espectáculo necesita este trabajo detallista para fundir su ímpetu moral y su hiperrealismo. Dentro de la complicada coreografía de cámara, ER es político y parece pensarlo en serio con la crítica a la sociedad, hasta incluso las expediciones al Congo y hacia Darfur. El periódico Sueddeutsche escribió en agosto de 2006: «Lo nuevo en la serie fue que el espectador tiene toda clase de motivos para no entender muchas cosas y para perder de vista algún destino. Esto es intencionado: en la vida real los pacientes entienden rara vez lo que dicen los médicos y no se preocupan por el destino de otros».
NBC lanzó el programa al mismo tiempo que CBS lanzó su propio drama médico Chicago Hope; muchos críticos hicieron comparaciones entre los dos. Eric Mink llegó a la conclusión de que ER podría tener una calificación más alta en Nielsens pero Chicago Hope contó mejores historias, mientras Rich sintió que ambos programas eran "fascinantes, un canal de televisión superior". The Daily Telegraph escribió en 1996: "No poder seguir lo que sucede en la tierra sigue siendo uno de los encantos peculiares del vertiginoso drama hospitalario estadounidense, ER".

## Influencias
En Fráncfort del Meno los médicos, enfermeros y otros empleados del hospital se enfrentan a casos de situaciones extremas, éticas y jurídicas de conflicto en el contexto de los eventos de capacitación. De acuerdo con el periódico alemán Deutsches Ärzteblatt, se apropió muchas de las escenas con el fin de aclarar algunos puntos de conflicto en el encuentro entre el médico, la enfermera, el paciente y sus familiares para utilizar como punto de partida para la discusión. Esto incluye, por ejemplo, el uso de directivas anticipadas y la norma del silencio.
El programa reformado de estudios de medicina de la universidad Charité de Berlín incluye escenas de ER en el bloque «Medicina de emergencia» de su plan de estudios. El objetivo allí es llegar a conocer los aspectos técnicos de la interacción en situaciones de emergencia y otras situaciones grupales. Sobre la base de las escenas mostradas se discuten temas relacionados con la gestión de errores, como la comunicación de los miembros del equipo en situaciones de emergencia, el cumplimiento y la transgresión de las áreas de competencia o el tratamiento de los errores graves.
La serie ER ha inspirado a varios estudiantes a estudiar medicina de emergencia, y también le ha servido a los consumidores para aclarar aspectos sobre la medicina preventiva.
Así, un artículo publicado en 1996 en el Journal of the American Medical Association, mostró que, por influencia de la serie ER, se había incrementado sensiblemente la cantidad de postulaciones de médicos jóvenes a puestos de emergencia médica. Según el artículo, esto es un indicio de la elevada aceptación de la serie entre el público del ámbito médico.
También otros programas televisivos con temática médica se orientan hacia ER, que marca tendencias también para el género, según se afirma en el periódico alemán Deutsches Ärzteblatt (órgano de la Asociación Alemana de Médicos).
Si bien ya desde los años cincuenta y sesenta en los Estados Unidos y Gran Bretaña se mostraban situaciones similares a la realidad cotidiana de los hospitales y escenas auténticas de blocks quirúrgicos, la consagración de las series médicas realistas se produjo a partir del éxito de ER. También en Alemania, a raíz de ello se incrementó sensiblemente la necesidad de más realidad y, en consecuencia, de asesoramiento médico en las series de médicos y hospitales.
Como ejemplo de series alemanas sobre hospitales cabe mencionar a Alphateam – Die Lebensretter im OP (‘equipo alfa: los salvavidas de la sala de operaciones’), que se inspiró estilísticamente en ER.
En 2009 escribía Los Angeles Times que Emergency Room fue el disparador creativo de escenarios especializados con autenticidad real, influyendo en éxitos posteriores como CSI y The West Wing.
Freddy Litten, en un artículo en el periódico alemán Deutsches Ärzteblatt (de 2009), sostiene que las series estadounidenses exitosas como ER han tenido influencia en el surgimiento de otras series de manga en Japón especializadas en médicos y medicina, naciendo así el género medicinemanga.

## Premios y nominaciones
ER ganó el prestigioso George Foster Peabody Award en 1995. Además, la serie ha sido nominada para los Premios Emmy en 117 ocasiones, igualando la serie Cheers como las más nominadas de la historia de los premios. Además, ha conseguido 22 Emmys de 122 nominaciones, al menos uno por año, a excepción de 2004. Ha sido ganadora también de otro prestigioso premio en Estados Unidos, el People's Choice Award, premio que elige el público, como serie dramática favorita entre los años 1997 y 2002. a lo largo de su historia, ha sido nominada y ha ganado otra gran cantidad de premios, incluidos los conocidos Golden Globe, entre otros. Actualmente si ER recibiese otra nominación al premio Emmy podría convertirse en la serie más nominada en la historia de este galardón.
La siguiente lista es un resumen de los premios más importantes conseguidos en toda su trayectoria por la serie, los actores y el reparto en general.

### Premios
Premios Primetime Emmy
- Mejor serie dramática (1996).
- Mejor actriz secundaria en una serie dramática—Julianna Margulies (1995).
- Mejor dirección individual en una serie dramática—Mimi Leder por el episodio "Love's Labor Lost" (1995).
- Mejor actor invitado en una serie dramática—Ray Liotta (2005).

Globos de Oro
- Mejor actor en una serie dramática—Anthony Edwards (1998).

Premios del Sindicato de Actores
- Mejor actuación de un reparto en una serie dramática (1996-99) 4 veces
- Mejor actriz en una serie dramática—Julianna Margulies (1998-99) 2 veces
- Mejor actor en una serie dramática—Anthony Edwards (1996, 1998) 2 veces

### Nominaciones
Premios Primetime Emmy
- Mejor serie dramática (1995, 1997-2001) 6 nominaciones
- Mejor actor en una serie dramática—Anthony Edwards (1995-98) 4 nominaciones
- Mejor actor en una serie dramática—George Clooney (1995-96) 2 nominaciones
- Mejor actriz en una serie dramática—Julianna Margulies (1997-2000) 4 nominaciones
- Mejor actriz en una serie dramática—Sherry Stringfield (1995-97) 3 nominaciones
- Mejor actor secundario en una serie dramática—Noah Wyle (1995-99) 5 nominaciones
- Mejor actor secundario en una serie dramática—Eriq La Salle (1995, 1997-98) 3 nominaciones
- Mejor actriz secundaria en una serie dramática—Maura Tierney (2001).
- Mejor actriz secundaria en una serie dramática—Laura Innes (1997-98) 2 nominaciones
- Mejor actriz secundaria en una serie dramática—Gloria Reuben (1997-98) 2 nominaciones
- Mejor actriz secundaria en una serie dramática—Julianna Margulies (1996).
- Mejor actor invitado en una serie dramática—Red Buttons (2005).
- Mejor actor invitado en una serie dramática—Bob Newhart (2004).
- Mejor actor invitado en una serie dramática—Don Cheadle (2003).
- Mejor actriz invitada en una serie dramática—Sally Field (2003).
- Mejor actor invitado en una serie dramática-James Woods (2006).

Globos de Oro
- Mejor serie dramática (1995-2001) 7 nominaciones
- Mejor actor en una serie dramática—Anthony Edwards (1996-97, 1999) 3 nominaciones
- Mejor actriz en una serie dramática—Julianna Margulies (1999-2000) 3 nominaciones
- Mejor actriz en una serie dramática—Sherry Stringfield (1996-97) 2 nominaciones
- Mejor actor secundario en una serie dramática—Noah Wyle (1997-99) 3 nominaciones
- Mejor actor secundario en una serie dramática—Eriq La Salle (1998).
- Mejor actriz secundaria en una serie dramática—Gloria Reuben (1998).
- Mejor actriz secundaria en una serie dramática—Julianna Margulies (1996).
- Mejor actriz secundaria en una serie dramática—CCH Pounder (1997).

Premios del Sindicato de Actores
- Mejor reparto en una serie dramática (1995, 1998, 2000-01) 4 nominaciones
- Mejor actriz en una serie dramática—Sally Field (2001).
- Mejor actriz en una serie dramática—Julianna Margulies (1996).
- Mejor actor en una serie dramática—Anthony Edwards (1997, 1999, 2001) 3 nominaciones
- Mejor actor en una serie dramática—George Clooney (1996-97) 2 nominaciones

## Señal en otros países
- MAX: Desde julio de 2022 la serie está íntegramente disponible en esta plataforma a nivel mundial.
- Warner Channel: varios países pertenecientes a Iberoamérica:
  -  Señal México: señal emitida exclusivamente para este país. Se rige por el horario de la Ciudad de México (UTC-6/-5).
  -  Señal Colombia: señal emitida exclusivamente para Colombia. Se rige por el horario de Bogotá (UTC-5).
  -  Señal Venezuela: señal emitida exclusivamente para este país, conforme a la Ley de Responsabilidad Social de Radio y Televisión (RESORTE). Se rige por el horario de Caracas (UTC-4).
  -  Perú,  Panamá,  Ecuador,  Bolivia,  Guatemala,  Costa Rica,  El Salvador,  Honduras,  Nicaragua,  Puerto Rico,  República Dominicana. Se rige por los horarios de Lima (UTC-5) y Guatemala (UTC-6).
  -  Señal Chile: señal emitida exclusivamente para ese país. Se rige por el horario de Santiago (UTC-4/-3).
  -  Argentina,  Paraguay,  Uruguay Señal Sur: señal emitida para Argentina, Paraguay y Uruguay. Se rige por el horario de Buenos Aires (UTC-3). Además algunas películas de +13 o +16 que se exhiben dentro del horario ATP, son editadas para su emisión de Apto para todo público, cumpliendo la Ley de Medios Audiovisuales en Argentina.
  -  Señal Brasil: señal emitida exclusivamente para este país, con programación diferente. Se rige por el horario de Brasilia (UTC-3) y es emitida en idioma portugués.
- En Perú (a través de Warner Channel) de lunes a viernes de 10:00 a 11:00.
- Colombia (a través de Warner Channel) de lunes a domingos de 13:00 a 14:00.
- En Cuba (a través del Canal Multivisión) de lunes a viernes de 9:45 a 10:30.
- En Chile se emitió a través de MEGA los domingos en horario de trasnoche, actualmente se emite en Warner Channel.
- En Paraguay (desde abril de 2009) se emite a través del canal Latele, todos los domingos de 22:00 a 23:00 h y también por el canal Warner Channel.
- En Venezuela a través de Warner Channel, de lunes a viernes de 18:00 a 19:00 con repeticiones a las 12 y los jueves a las 22:00 y en Televen Fue Transmitido los martes a las 20:00 Desde 1998 Hasta 2016.
- En Panamá a través de TVN desde junio de 2006 todos los fines de semana de 23:30 a 0:30. Es la repetición de los episodios proyectados en TV/MAX, del grupo Televisora Nacional desde las 1.1 hasta la 6.22, y se proyectaba de lunes a viernes de 11 a 12:00 p. m..
- En Argentina fue emitida por la cadena nacional Telefe desde 1995 (en horario primetime en los días de semana, variando entre martes o viernes) hasta inicios de los años 2000, (que se emitió los sábados a la medianoche) y luego la emitieron los canales Sony Entertainment Television y Warner Channel. A mediados de 2014 hasta 2015, el canal Telefé volvió a emitirla (ahora todas las temporadas) en HD, de lunes a viernes de 17:30 a 18:30 h.
- - TVE: se estrenó en La1 el 16 de enero de 1996, TVE la movió varias veces de día, lunes, martes… incluso ha llegado a estar meses sin emitirse, finalmente la dejó de emitir en 2009.
  - Atresmedia: emitió algunas de las temporadas que no emitió TVE a través de La Sexta.
  - AXN: en España a través del canal digital AXN emitió todos los capítulos que no emitió TVE ni Atresmedia y posteriormente emitió la serie íntegramente.
  - MAX: Desde julio de 2022 la serie está íntegramente disponible en esta plataforma.
- En México se transmitió doblada al español por Televisa y en versión original subtitulada por Sony Entertainment Television; su horario era los viernes a las 22:00 h Después Time Warner compra los derechos y la empieza a transmitir en Warner Channel de lunes a viernes a las 10:00. Warner vuelve a transmitir la temporada 1 y 2 de lunes a domingo, debido al 20 aniversario del canal.
- En Chile a través de Warner Channel (canal 37 en señal VTR, DirecTV 206) de lunes a viernes a las 19:00, jueves a las 23:00 y viernes a las 00:00, capítulos de estreno y domingos a las 19:00.
- En Ecuador a través de Teleamazonas los domingos de 15:00 a 15:30.
- En Guatemala a través de Warner Channel de lunes a viernes a las 9:00, capítulos de estreno todos los jueves a las 21:00, con su repetición los domingos a las 14:00.
- En Uruguay a través de Warner Channel de lunes a viernes a las 8:00, y a través de Red Televisión Color los domingos a las 23:00.
- En el Reino Unido la serie se emitió por More4, Sky Atlantic y actualmente por CBS Drama de lunes a viernes a las 8:00 p. m..

## Retransmisiones en España
- De la temporada 1 a la 12 las ha emitido TVE siendo las últimas temporadas en horario de baja audiencia de madrugada.
- Gestora de Inversiones Audiovisuales La Sexta compró de la temporada 10 a la temporada 15, que fue con la que finalizó la serie[cita requerida]. Actualmente está emitiendo estas temporadas en su canal de pago AXN y en un futuro cuando AXN haya emitido el capítulo final de la temporada 15 las volverá a emitir por uno de sus diferentes canales en abierto a nivel nacional de España en TDT.
- Se emitió [cita requerida] por AXN (se puede ver en la TDT de Pago). En el canal La Sexta 3 (que se emitía en la TDT en abierto) se emitía de 18:30 a 20:20 (tres episodios) lunes a viernes y los domingos de 15:00 a 19:30 repetían los episodios de toda la semana.
- [cita requerida] En La 1 de TVE se emitió las últimas temporadas a partir de las 4:30 a. m., hora siempre aproximada.
- Actualmente está disponible en HBO Max desde julio de 2022.